# اندیس مرمریت ۳۳۱۶
مرمریت ۳۳۱۶ یک اندیس مصالح ساختمانی است که در حوالی شهر سوریان استان فارس قرار دارد و مادهٔ معدنی موجود در آن، مرمریت است.سنگ میزبان این اندیس سنگ آهک و سنگ آهک مارنی است و دیرینگی آن به دوران پالئوسن می‌رسد.